# راش هوكينز
راش هوكينز (بالإنجليزية: Rush Hawkins)‏ هو ضابط أمريكي، ولد في 14 سبتمبر 1831 في بومفريت في الولايات المتحدة، وتوفي في 25 أكتوبر 1920 في نيويورك في الولايات المتحدة.